# Musée des sciences et de la technologie de Shanghai

La scène environnante de la place de Musée des sciences et de la technologie de Shanghai

Le Musée des sciences et de la technologie de Shanghai (en chinois : 上海科技馆, en anglais : Shanghai Science and Technology Museum) est un musée chinois localisé à Shanghai.